# Syzygium anomalum
Syzygium anomalum är en myrtenväxtart som beskrevs av Carl Karl Adolf Georg Lauterbach. Syzygium anomalum ingår i släktet Syzygium och familjen myrtenväxter. Inga underarter finns listade i Catalogue of Life.